# رماد سفلي

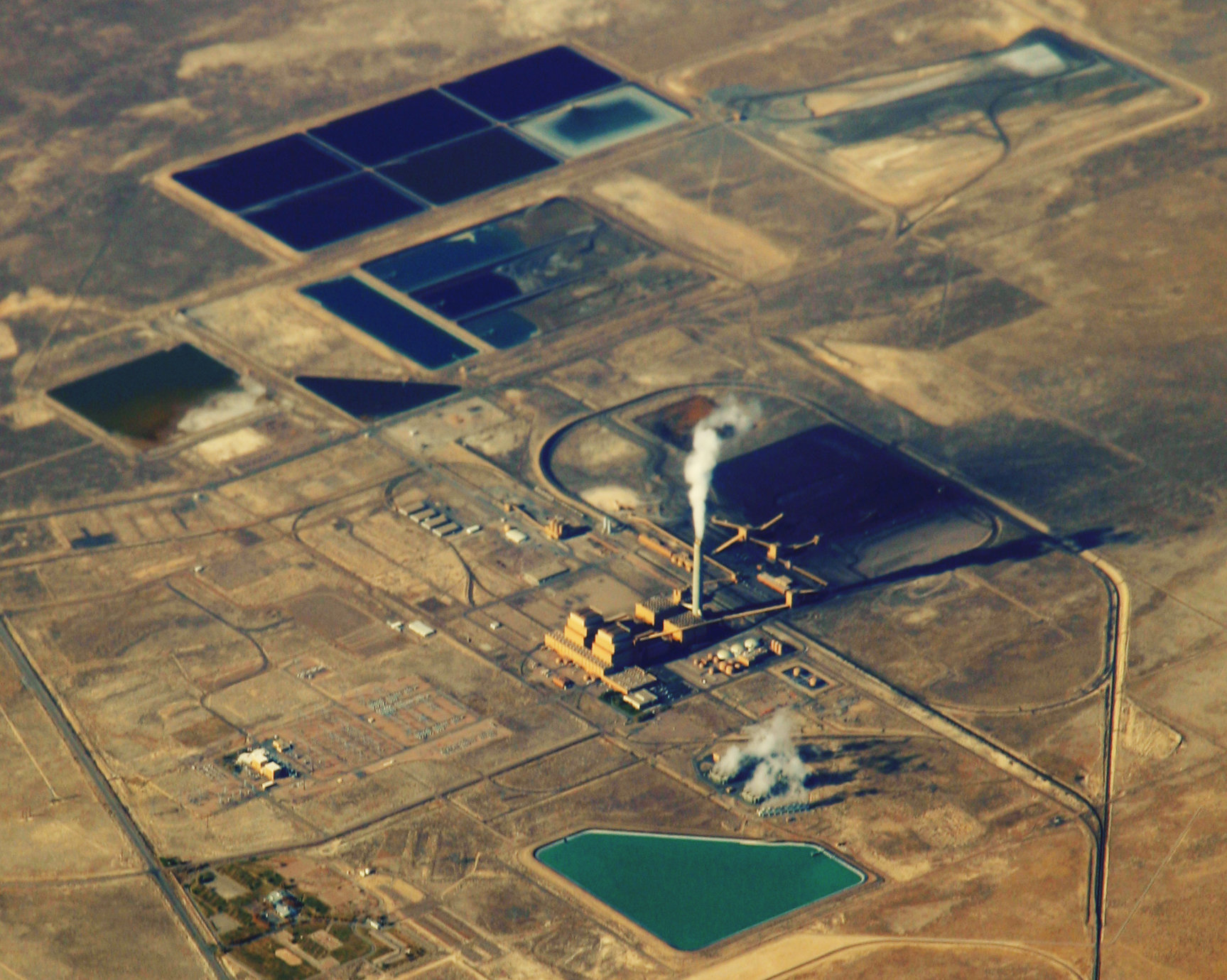

الرماد السفلي (بالإنجليزية: Bottom ash)‏، هو جزء من بقايا الاحتراق غير القابلة للاشتعال في الفرن أو المحرقة. وينتج عن حرق الوقود الصلب بما في ذلك النفايات البلدية الصلبة في المرجل أو المحرقة. 